# شهرستان جیاوچنگ
شهرستان جیاوچنگ (به لاتین: Jiaocheng County) یک منطقهٔ مسکونی در چین است که در لولیانگ واقع شده‌است.